# Новая Эметовка
Новая Эметовка (укр. Нова Еметівка) — село, относится к Беляевскому району Одесской области Украины.
Население по переписи 2001 года составляло 424 человека. Почтовый индекс — 67631. Телефонный код — 4852. Занимает площадь 1,13 км². Код КОАТУУ — 5121083805.

## Местный совет
67631, Одесская обл., Беляевский р-н, с. Мариновка, ул. Покровская, 1